# نوروود (کنتاکی)
نوروود (به انگلیسی: Norwood) شهری در ایالت کنتاکی کشور ایالات متحده آمریکا است که جمعیت آن در سرشماری سال ۲۰۱۰ میلادی، ۳۷۰ نفر بوده‌است.